# Peter Gosse
Peter Gosse (Leipzig, 6 de octubre de 1938) es un escritor, poeta y ensayista alemán.

## Vida
Se licenció en ingeniería eléctrica en Moscú. Después de trabajar como ingeniero, a partir de 1968 empezó a ganarse la vida como escritor independiente en la República Democrática Alemana (RDA). Desde 1985 fue profesor de poesía en el Deutsches Literaturinstitut Leipzig, del que fue director temporal en 1993. Después fue profesor invitado en Estados Unidos. Es miembro del PEN Club Internacional de Alemania y de la Sächsische Akademie der Künste, de la cual fue presidente en funciones entre 2008 y 2011.

## Obra
- Gleisskörper
- Seinsgunst
- Phantomschmelz
- Ausfahrt aus Byzanz (1982)
- Erwachsene Mitte (1986)
- Standwaage (1990)
- Scharfeinstellung (1991)
- Schreiben, Bücher, Büchermachen (1991)
- Aus gegebenem Anlaß (2002)
- Dein Eurasisches Antlitz: Schriften zu Bildender Kunst und Literatur
- Neles Selen : Bilder Sichten
- Über das allmähliche Verfertigen von Welt im Dichten (2013)

### Edición
- Akte Endler. Gedichte aus 25 Jahren (1981)
- Meine Nackademie. Sächsische Liebesgedichte (2003)
- Ich bin ein schwaches Boot ans große Schiff gehangen. Die Lebensreise des Paul Fleming in seinen schönsten Gedichten. Mit Grafiken und Lesarten sächsischer Bildkünstler und Dichter (2009)

## Premios
- Premio Heinrich Heine (1985)
- Premio Heinrich Mann (1991)[3]
- Premio Walter Bauer (2008)